# Erwin Helms
Erwin Helms (* 1. Juli 1913 in Barver, Kreis Diepholz; † 1996) war ein deutscher Amerikanist.

## Leben
Nach seiner Reifeprüfung an der Hindenburgschule in Hannover 1932 studierte Erwin Helms seit dem Sommersemester 1932 Anglistik, Geschichte und Geographie an der Universität Göttingen. Das Wintersemester 1934/35 erlebte er als Austauschstudent an der Universität Manchester. Im Jahre 1937 setzte er sein Studium an der Eberhard-Karls-Universität Tübingen fort. Nach dem ersten Staatsexamen für das höhere Lehramt für die Fächer Englisch und Erdkunde (1939) promovierte er 1940 in Tübingen bei dem Anglisten Karl August Weber. Das zweite Staatsexamen folgte 1940. Seit 1953 übernahm er einen Lehrauftrag an der Pädagogischen Hochschule Göttingen, seit 1957 war er in Göttingen im Schuldienst tätig, 1962 wurde er außerordentlicher, seit 1971 ordentlicher Professor für Anglistik an der PH Göttingen bzw. dem Fachbereich Erziehungswissenschaften der Universität Göttingen bis zum Eintritt in den Ruhestand 1978.
Von 1966 bis 1969 war Helms zweiter Vorsitzender der Deutschen Gesellschaft für Amerikastudien. Sein Buch über Staat und Gesellschaft der USA erreichte die 9. Auflage.

## Veröffentlichungen (Auswahl)
- Englands innere Weltreichspropaganda zur Erhaltung der Reichseinheit (= Englandstudien, Band 2). Triltsch, Würzburg-Aumühle 1940 (Dissertation, Universität Tübingen).
- Amerika im Lehrplan des deutschen Gymnasiums. In: Praxis des neusprachlichen Unterrichts. Jg. 1963, H. 2, S. 78–84.
- (Hrsg.): The British Commonwealth. A selection of speeches and documents. 2. Auflage, Vandenhoeck & Ruprecht, Göttingen 1963.
- Die jüngste Geschichte der Vereinigten Staaten. Ein didaktischer Entwurf. Niedersächsische Landeszentrale für Politische Bildung, Hannover 1966.
- (Übers.): James B. Conant / Bildungspolitik im föderalistischen Staat. Klett, Stuttgart 1968.
- Vereinigte Staaten von Amerika. Verlag für Literatur und Zeitgeschehen, Hannover 1969.
- (Hrsg.): Black America. Documents and views of prominent black leaders from B. T. Washington to M. L. King, Malcolm X, Eldridge Cleaver and others. Vandenhoeck & Ruprecht, Göttingen 1970.
- "Excellence and equality of opportunity in US higher education". Ein Bericht über eine Befragung von 250 amerikanischen Colleges' und Universitäten. In: Jahrbuch für Amerikastudien. Band 15, 1970, S. 57–76.
- Die Hochschulreform in den USA und ihre Bedeutung für die BRD. Qualität und Chancengleichheit als Problem der industriellen Gesellschaft. Schroedel, Hannover 1971.
- (Hrsg.): I am a Negro. An Anthology of Afro-American poetry. 2. Auflage, Vandenhoeck & Ruprecht, Göttingen 1971.
- Das amerikanische Bildungswesen. Deutsches Institut für Fernstudien an der Universität Tübingen 1976.
- Black America. Deutsches Institut für Fernstudien an der Universität Tübingen 1976.
- (Hrsg., mit Brian Tracy): Youth in America. Schöningh, Paderborn 1979/1980, ISBN 3-506-41018-0.
- (Hrsg., mit Brian Tracy): American dreams - American nightmares. Schöningh, Paderborn 1981/1982, ISBN 3-506-41085-7.
- (Hrsg., mit Brian Tracy): The German Americans - an invisible minority? Schöningh, Paderborn 1984, ISBN 3-506-41040-7.
- Steht das US-amerikanische Schulwesen vor einer Wende? In: Die deutsche Schule. Band 77, 1985, S. 141–155.
- Life, liberty and the pursuit of happiness. Those inalienable rights. Schöningh, Paderborn 1987, ISBN 3-506-41152-7.
- USA. Staat und Gesellschaft. 9. Auflage, Fackelträger-Verlag, Hannover 1993, ISBN 3-7716-2106-2.
- The influence and and significance of American Studies after World War II. In: Paedagogica historica. Band 33, 1997, S. 319–329.